# Сиборд (Северна Каролина)
Сиборд (енгл. Seaboard) град је у америчкој савезној држави Северна Каролина.

## Демографија
По попису из 2010. године број становника је 632, што је 63 (-9,1%) становника мање него 2000. године.
| Група             | 2000.       | 2010.       |
| Белци             | 190 (27,3%) | 149 (23,6%) |
| Афроамериканци    | 495 (71,2%) | 471 (74,5%) |
| Азијати           | 2 (0,3%)    | 1 (0,2%)    |
| Хиспаноамериканци | 3 (0,4%)    | 1 (0,2%)    |
| Укупно            | 695         | 632         |